# Coram populo
De Latijnse uitdrukking coram populo (Horatius, Ars Poetica, 185) betekent, letterlijk vertaald, in het bijzijn van het volk.
Ze kan vertaald worden met in het openbaar, in de tegenwoordigheid van allen. 
De uitdrukking wordt gebruikt om aan te geven dat een bericht werd meegedeeld aan alle belanghebbenden, of toch aan een groot aantal mensen, ofwel dat een zich voordoende gebeurtenis grote ruchtbaarheid kent. 
Wanneer de uitdrukking wordt gebruikt op ironische of schertsende wijze, wordt bedoeld dat een dergelijke ruchtbaarheid ongewenst is.